# فرودگاه تیمیمون
فرودگاه تیمیمون (به انگلیسی: Timimoun Airport) یک فرودگاه با کد یاتا TMX است که یک باند فرود آسفالت دارد و طول باند آن ۳۰۰۰ متر است. این فرودگاه در کشور الجزایر قرار دارد و در ارتفاع ۳۱۳ متری از سطح دریا واقع شده است.

## شرکت‌های هواپیمایی و مقصدهای پروازی
| شرکت‌های هواپیمایی | مقصدهای پروازی               |
| ----------------- | ---------------------------- |
| هواپیمایی الجزایر | هواری بومدین، اس سینیا وهران |